# Giardini pubblici (Milánó)

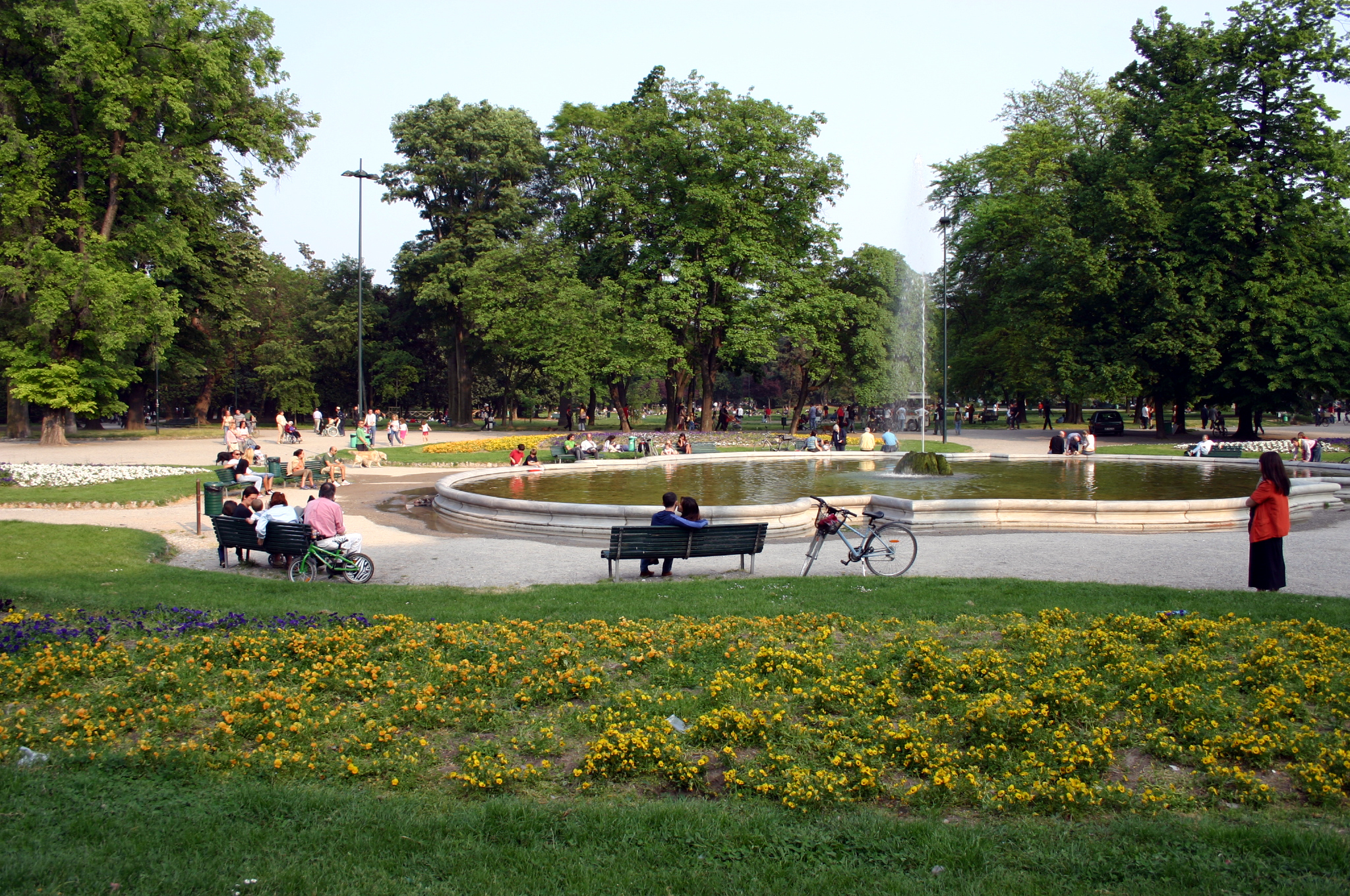
Giardini pubblici

A Giardini pubblici di Indro Montanelli (azaz Nyilvános kertek) Milánó legnagyobb zöldterülete: 17,7 hektár kiterjedésű, angol stílusú park, kis tavakkal. Az egykori kolostorok helyén Giuseppe Piermarini kezdte meg park kialakítását, 1782-ben. A munkálatokat Giuseppe Balzaretti fejezte be, 1858-ban.

## Természettudományi Múzeum
A Museo civico di storia naturale (Természettudományi Múzeum) a park délkeleti sarkában áll. Épületét Formenti emelte 1893-ban, román-gótikus historizáló stílusban.
A gyűjtemény alapjait ennél néhány évtizeddel korábban vetette meg Giuseppe de Cristoforis és Giorgio Jan. Földszintjén van az ásványtani és őslénytani gyűjtemény (figyelemre méltók egy 40 kg súlyú topáz, egy dinoszaurusz-csontváz és néhány meteoritdarab), az emeleten van az zoológiai részleg, amelyhez a 25 000 darabból álló ornitológiai gyűjtemény is tartozik.

## Planetárium
A planetáriumot Ulrico Hoepli könyvkiadó építtette, 1929-ben. Az épület görög- vagy római templomra emlékeztet. Hatalmas termét, félgömb alakú kupolája alatt csillagászati teleszkópokkal látták el.

## Állatkert
Az állatkert a park északnyugati részén helyezkedik el, kis területéhez képest gazdag állatállománnyal.